# Piața Națiunilor Unite

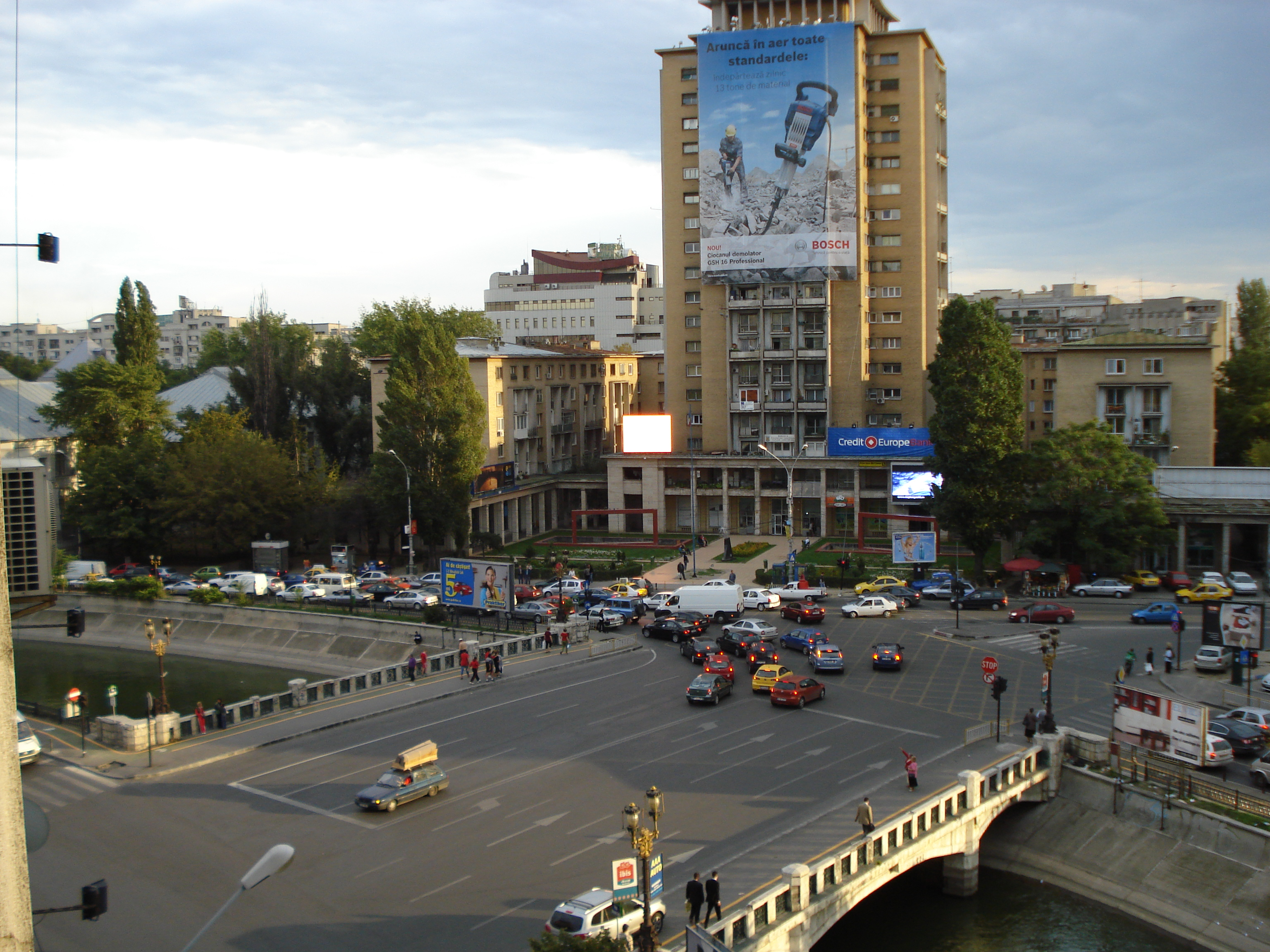
Piața Națiunilor Unite

Piața Națiunilor Unite este o piață din București, sectorul 4 situată la intersecția dintre Bulevardul Națiunile Unite, Calea Victoriei și Splaiul Independenței. 
Pe scuarul din fața blocului turn se află Fântâna Lahovari.